# Groupe d'observateurs militaires des Nations unies pour l'Inde et le Pakistan
Le Groupe d'observateurs militaires des Nations unies pour l'Inde et le Pakistan (GOMNUIP ; en anglais United Nations Military Observer Group in India and Pakistan, UNMOGIP) est une opération de maintien de la paix en cours depuis 1951 chargée de surveiller l'application du cessez-le-feu entre l'Inde et le Pakistan.
Le mandat du GOMNUIP est toujours en cours.

## Historique
La Commission des Nations unies pour l'Inde et le Pakistan (UNCIP) a été créée par la résolution 47 adoptée le 21 avril 1948 par le Conseil de sécurité des Nations unies. Elle devait enquêter sur les violations de la ligne du cessez-le-feu et servir de médiateur entre l'Inde et le Pakistan. 
Par la résolution 91 adoptée en 1951, la commission voit son mandat évoluer pour devenir le groupe d'observateurs militaires, chargé de surveiller l'application du cessez-le-feu entre l'Inde et le Pakistan, dans le territoire de l'ancien État du Jammu et Cachemire. 

## Décoration
L'insigne est décerné pour le service de six mois effectué entre le 20 janvier 1948 et le 20 janvier 1979.

### Ruban
Le ruban a une bande centrale vert foncé (4 mm) convergeant vers l'extérieur en passant à des teintes vert pâle au blanc et une brisure soudaine au bleu de l'ONU (4 mm) en bordure.

Ruban de la Médaille UNMOGIP